# Bulgaria (Schiff, 1894)
Die Bulgaria war ein 1894 in Großbritannien erbauter bulgarischer Frachtdampfer. Die Bulgaria und die Boris waren die ersten Schiffe der neuen Reederei Bulgarische Handels-Dampfschiff-Gesellschaft und markieren den Beginn des modernen Seehandels Bulgariens. Im Zweiten Weltkrieg verwendete die Kriegsmarine das Schiff ab 1942 als Minenleger, Transporter und für Sicherungsaufgaben. Im Oktober 1943 wurde die Bulgaria von einem britischen U-Boot versenkt.

## Bau und technische Daten
Die Bulgaria wurde 1894 als Frachtschiff bei Swan Hunter & Wigham Richardson in Newcastle upon Tyne unter der Baunummer 303 auf Kiel gelegt. Der Stapellauf erfolgte am 3. Juli 1894, die Fertigstellung am 16. August des Jahres. Ihre Länge betrug 77,80 Meter, sie war 10,21 Meter breit, hatte einen Tiefgang von 5,77 Metern und war mit 1108 BRT bzw. 753 NRT vermessen. Der Antrieb bestand aus einer 3-Zylinder-dreifach-Expansionsmaschine mit zwei kohlebefeuerten Kesseln, die 1200 PS erzielte und auf eine Schraube wirkte. Damit erreichte sie eine Höchstgeschwindigkeit von 12 Knoten.

## Einsatz als Frachtdampfer
Direkt nach der Fertigstellung wurde das Schiff an die bestellende Reederei, die Societé Commerciale Bulgare de Navigation à Vapeur, mit Sitz in Warna an der bulgarischen Schwarzmeerküste ausgeliefert. Am 30. August 1894 wurde die Bulgaria im Hafen von Euxinograd offiziell eingeweiht in Anwesenheit von Prinz Ferdinand und seiner Gemahlin Marie Louise von Bourbon-Parma. Fortan verkehrte die Bulgaria von ihrem neuen Heimathafen Warna aus die meiste Zeit der rund 35 Jahre zwischen bulgarischen Häfen und dem östlichen Mittelmeer.
Vor und während des Ersten Weltkrieges wurde die Bulgaria mehrfach von der Marine eingezogen: 1912 diente sie zeitweilig in der bulgarischen Marine als Stabsschiff und wurde 1913 an die Reederei zurückgegeben. 1915 wurde sie als Transporter erneut eingezogen und 1919 von französischen Einheiten beschlagnahmt. Erst 1920 kam sie wieder zur Reederei zurück und in Fahrt.
Über die Jahrzehnte verblieb die Bulgaria einzig bei dieser Reederei. Nach Kriegseintritt Bulgariens auf Seiten der Achsenmächte im März 1941 musste die Bulgaria – wie andere bulgarische Schiffe auch – an die Deutschen abgegeben werden, die sie offiziell kauften.

## Dienst als Minenschiff
Die Kriegsmarine übernahm das Frachtschiff – der genaue Zeitpunkt ist unklar. Auf Salamis, wo sich die Marinewerft Skaramanga mit Marineausrüstungs- und Reparaturbetrieb befand, ließ die Kriegsmarine die Bulgaria zum Minenschiff umbauen. Nach dem Umbau verfügte sie über eine Kapazität für 120 Minen; über die Bewaffnung dagegen liegen keine Angaben vor. Die Kriegsmarine beließ ihr den alten Namen und stellte sie für die 21. U-Jagdflottille am 16. März 1942 in Dienst. Andere Autoren nennen als Datum den Mai 1942. Kommandant wurde der Korvettenkapitän d. R. Joachim Wünning.
1942 legte sie vor den Dardanellen, in der Salonikibucht und vor Piräus Minensperren. Im August 1942 übergab Wünning das Kommando an Kapitänleutnant d. R. Vincent Sogorski, welcher bis Januar 1943 in dieser Position blieb. 1943, ab Januar 1943 durch Oberleutnant zur See d. R. Heinrich Heyck kommandiert, war sie in der Ägäis, vor Kreta und vor der bulgarischen Küste im Einsatz. Von Mai bis September 1943 beteiligte sie sich am Legen italienischer Defensiv-Minensperren. Zunächst an der griechischen Westküste zusammen mit den italienischen Minenschiffen Barletta und Morosini sowie der Drache, in der Ägäis auch alleine, ab 19. Juli wieder zusammen mit der Drache in der Ägäis.
Infolge der britischen Eroberungsversuche der Dodekanes-Inseln im September und Oktober 1943 war die Bulgaria an der deutschen Wiedereroberung der Insel Kos, dem Unternehmen Eisbär, beteiligt. Dabei diente sie ab 1. Oktober als Transporter und zur Sicherung der Invasionsflotte. Bei einem Nachschubtransport von Piräus nach Kos wurde sie am 8. Oktober südlich Amorgos durch das britische Unterseeboot Unruly versenkt.